# Copa Sudamericana
Copa Sudamericana je fotbalová soutěž pořádaná od roku 2002 fotbalovou konfederací CONMEBOL. Po Poháru osvoboditelů se jedná o druhou nejprestižnější klubovou soutěží jihoamerického fotbalu. Aktuálním držitelem poháru z roku 2021 je brazilský klub Athletico Paranaense 
V roce 2016 soutěž postihla letecká havárie, kdy při cestě na finálové utkání zahynula většina fotbalistů a členů realizačního týmu brazilského klubu Chapecoense. Jeho finálový soupeř, kolumbijské Atlético Nacional navrhl jihoamerické fotbalové konfederaci CONMEBOL jako gesto fair play titul přenechat Chapecoense, což se také stalo.

## Herní systém
Od kvalifikace až do finále se hraje vyřazovacím způsobem systémem doma-venku. Vítěz se střetává s vítězem Poháru osvoboditelů o Recopa Sudamericana, což je jihoamerická obdoba evropského Superpoháru. Navíc získává možnost zúčastnit se následujícího ročníku Poháru osvoboditelů.
Od roku 2019 se finále hraje na 1 zápas.

## Přehled vítězů
Zdroj:
| Ročník | Vítěz                   | Výsledek            | Finalista           |
| ------ | ----------------------- | ------------------- | ------------------- |
| 2021   | Athletico Paranaense    | 1:0                 | Red Bull Bragantino |
| 2020   | Defensa y Justicia      | 3:0                 | CA Lanús            |
| 2019   | Independiente del Valle | 3:1                 | CA Colón            |
| 2018   | Atlético Paranaense     | 1:1, 1:1 (4:3 pen.) | Junior              |
| 2017   | CA Independiente        | 2:1, 1:1            | Flamengo            |
| 2016   | Chapecoense             | administrativně     | Atlético Nacional   |
| 2015   | Independiente Santa Fe  | 0:0, 0:0 (3:1 pen.) | Atlético Huracán    |
| 2014   | River Plate             | 1:1, 2:0            | Atlético Nacional   |
| 2013   | Lanús                   | 1:1, 2:0            | Ponte Preta         |
| 2012   | São Paulo FC            | 0:0, 2:0            | CA Tigre            |
| 2011   | Universidad de Chile    | 1:0, 3:0            | LDU Quito           |
| 2010   | CA Independiente        | 0:2, 3:1 (5:3 pen.) | Goiás EC            |
| 2009   | LDU Quito               | 5:1, 0:3            | Fluminense FC       |
| 2008   | Internacional           | 1:1, 1:0            | Estudiantes         |
| 2007   | Arsenal                 | 3:2, 1:2            | Club América        |
| 2006   | CF Pachuca              | 1:1, 2:1            | Colo-Colo           |
| 2005   | Boca Juniors            | 1:1, 1:1 (4:3 pen.) | UNAM Pumas          |
| 2004   | Boca Juniors            | 0:1, 2:0            | Club Bolívar        |
| 2003   | Club Sportivo Cienciano | 3:3, 1:0            | River Plate         |
| 2002   | San Lorenzo             | 4:0, 0:0            | Atlético Nacional   |